# Ängshavre
Ängshavre (Helictotrichon pratense) är en växtart i familjen gräs.